# 大鱗希臘鱥
大鱗希臘鱥（學名：Pelasgus laconicus），為輻鰭魚綱鯉形目雅羅魚科希臘鱥屬的一個種，被IUCN列為極危保育類動物，分布於歐洲希臘埃夫羅塔斯河和阿爾菲奧斯河流域，為特有種，本魚頭和吻部粗壯、略呈圓形，整體顏色深棕色，側面有大量黑色素細胞，或多或少組織成小斑點，靠近中部條紋較密集，邊緣有些模糊，背鰭軟條10枚、臀鰭軟條8枚，體長可達4.7公分，棲息在水流緩慢的小溪或源頭湧泉處，以植物、昆蟲等為食，繁殖期在三月中旬至六月。